# Sakura (miasto)
Sakura (jap. さくら市 Sakura-shi) – miasto w Japonii, w prefekturze Tochigi. Ma powierzchnię 125,63 km². W 2020 r. mieszkało w nim 44 541 osób, w 16 325 gospodarstwach domowych  (w 2010 r. 44 774 osoby, w 14 906 gospodarstwach domowych).
Miasto rangi administracyjnej -shi (市) zostało utworzone w 2005 roku poprzez połączenie dwóch mniejszych miast rangi -machi (町): Ujiie i Kitsuregawa.